# Franz Riemer (Geistlicher)
Franz Seraph Riemer (* 30. September 1884 in Pfarrkirchen; † 28. Oktober 1965 in Passau) war ein römisch-katholischer Priester und Generalvikar im Bistum Passau.

## Leben
Riemer empfing 1909 die Priesterweihe und wurde 1911 Stadtpfarrkooperator bei St. Paul, 1918 Religionslehrer und Spiritual im Gymnasium Freudenhain, 1923 Direktor des Bischöflichen Klerikalseminars und Mitglied des Geistlichen Rates im Bischöflichen Ordinariat. 1925 wurde er an der Päpstlichen Universität in Rom promoviert.
Nach der Ernennung zum Domkapitular 1928 wurde er am 1. Januar 1931 durch Bischof Sigismund Felix von Ow-Felldorf als Nachfolger von Ludwig Heinrich Krick zum Generalvikar im Bistum Passau ernannt. Riemer bekleidete dieses höchste Amt in der Diözesanverwaltung bis Ende 1960 als ihm Johannes Dachsberger nachfolgt. Er wurde 1932 als Dompropst Vorsitzender im Passauer Domkapitel von St. Stephan und vom 11. Mai bis 25. Oktober 1936 Kapitularvikar während der Sedisvakanz der Diözese. 1935 kam er in Polizeihaft in Berlin. 1935 begründete er das Bischöfliche Jugendseelsorgeamt und 1936 das Passauer Bistumsblatt. Zum Kriegsende bat er im Auftrag des Domkapitels schriftlich den Oberbürgermeister, sich für die kampflose Übergabe der Stadt einzusetzen, und wurde deshalb durch einen SS-Offizier zum Tod verurteilt.
Riemer starb 1965 und wurde in der Domherrengruft in der Kirche St. Severin beigesetzt.

## Ehrungen und Auszeichnungen
- Päpstlicher Hausprälat (1934)
- Apostolischer Protonotar (1935)
- Großes Verdienstkreuz des Verdienstordens der Bundesrepublik Deutschland (1953)
- Ehrenbürger der Stadt Pfarrkirchen (1959)
- Bayerischer Verdienstorden (1960)
- Bürgermedaille der Stadt Passau (1963)